# Ulrike Gschwandtner
Ulrike Gschwandtner (* 20. Juli 1965 in Werfen, Salzburg; † 3. Juli 2007 am Gasherbrum II, Pakistan) war eine österreichische Sozialwissenschaftlerin.

## Leben

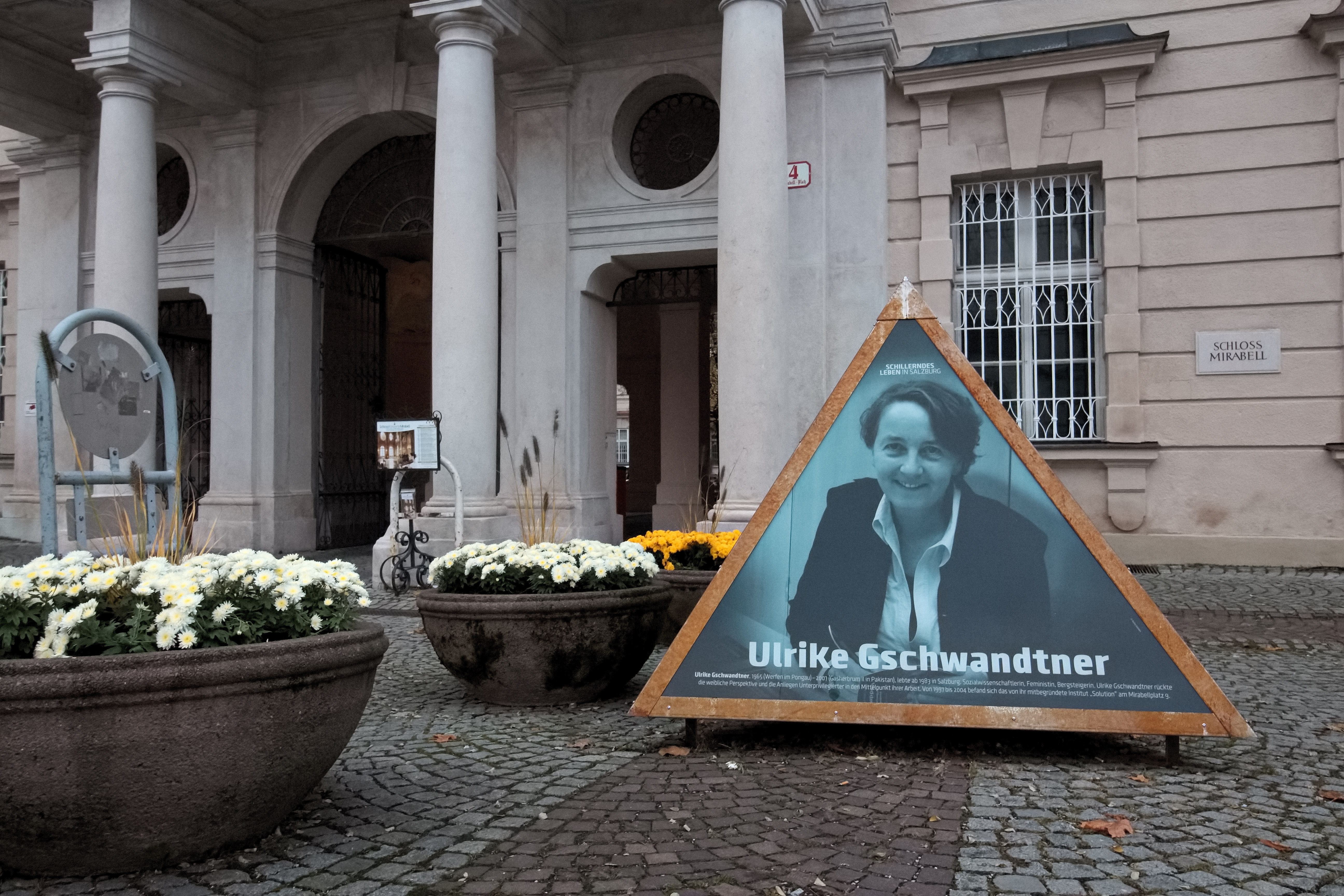
Eine der 2016 in Salzburg aufgestellten Informationsständer der Reihe Schillerndes Leben in Salzburg, die sich mit Salzburger Persönlichkeiten des 20. Jhs. befasste, war Ulrike Gschwandtner gewidmet.

Seit den späten 1980er Jahren engagierte Gschwandtner sich in der Frauenforschung und -förderung. Sie gründete 1996 gemeinsam mit Birgit Buchinger das Institut Solution Sozialforschung & Entwicklung. Im Jahr 2001 wurde sie mit dem Preis Sozialpolitik für das 21. Jahrhundert der Österreichischen Akademie der Wissenschaften ausgezeichnet. Sie hatte Anteil an einem Filmporträt über die Kletterpionierin und Architektin Helma Schimke.
Gschwandtner hatte als Hochalpinistin Erfahrung u. a. bei der Besteigung des Pik Lenin (7.143 m) und des Denali (6.194 m), des höchsten Berges der USA, gesammelt. Auf dem Weg zu ihrem ersten Achttausender, dem Gasherbrum II, starb sie unerwartet während der Expedition in Pakistan; sie wurde tot in ihrem Zelt im Basislager aufgefunden. Sie starb – nach Angaben von Höhenbergsteigern – möglicherweise an Herz- und Kreislaufversagen.

## Ehrungen
- Im Salzburger Stadtteil Nonntal wurde 2008 nach der Wissenschaftlerin die damals neu errichtete Ulrike-Gschwandtner-Straße benannt.